# Népgyűlés (Dél-Afrika)
A Népgyűlés (afrikaans nyelven: Volksraad) 1910 és 1981 között a dél-afrikai parlament alsóháza volt, 1981 és 1984 között egykamarás törvényhozó szerv, később pedig, 1984-től 1994-ig a Dél-afrikai Köztársaság háromkamarás parlamentjének fehér képviselőháza. 1994-ben a jelenleg is funkcionáló Nemzetgyűlés felváltotta a Népgyűlést. Története során kizárólag fehér tagokból állt, akiket túlnyomórészt fehér állampolgárok választottak meg hivatalukba, bár 1960-ig, illetve 1970-ig korlátozottan ugyan, de fokföldi négerek és kevert etnikumúak is szavazhattak.
2022 januárjában a régi Népgyűlés ülésterme súlyosan megsérült egy tűzben.

## A választások metódusa
A tagok megválasztása egymandátumos választókerületekben relatív többségi szavazással történt. A Szenátus 1981-es megszüntetését követően a Ház tagsága 12 képviselővel bővült, akik közül négyet az államelnök, nyolcat pedig a parlament tagjai  választhattak meg. Ezen tagok megválasztása arányos képviselettel, egyetlen átruházható szavazati rendszerrel történt.

## Összetétele a tartományonként megválasztható képviselők számával
| Év   | Általános lista | Általános lista | Általános lista | Általános lista | Általános lista | Nem-fehér lista | Nem-fehér lista | Összesen |
| Év   | FF              | NAT             | O               | DNYA            | TVL             | FKK             | FNK             | Összesen |
| ---- | --------------- | --------------- | --------------- | --------------- | --------------- | --------------- | --------------- | -------- |
| 1910 | 51              | 17              | 17              | –               | 36              | –               | –               | 121      |
| 1915 | 51              | 17              | 17              | –               | 45              | –               | –               | 130      |
| 1920 | 51              | 17              | 17              | –               | 49              | –               | –               | 134      |
| 1921 | 51              | 17              | 17              | –               | 49              | –               | –               | 134      |
| 1924 | 51              | 17              | 17              | –               | 50              | –               | –               | 135      |
| 1929 | 58              | 17              | 18              | –               | 55              | –               | –               | 148      |
| 1933 | 61              | 16              | 16              | –               | 57              | –               | –               | 150      |
| 1938 | 59              | 16              | 15              | –               | 60              | –               | 3               | 153      |
| 1943 | 56              | 16              | 14              | –               | 64              | –               | 3               | 153      |
| 1948 | 55              | 16              | 13              | –               | 66              | –               | 3               | 153      |
| 1953 | 54              | 15              | 13              | 6               | 68              | –               | 3               | 159      |
| 1958 | 52              | 16              | 14              | 6               | 68              | 4               | 3               | 163      |
| 1961 | 52              | 16              | 14              | 6               | 68              | 4               | –               | 160      |
| 1966 | 54              | 18              | 15              | 6               | 73              | 4               | –               | 170      |
| 1970 | 54              | 18              | 15              | 6               | 73              | –               | –               | 166      |
| 1974 | 55              | 20              | 14              | 6               | 76              | –               | –               | 171      |
| 1977 | 55              | 20              | 14              | –               | 76              | IV              | Nom             | 165      |
| 1981 | 55              | 20              | 14              | –               | 76              | 8               | 4               | 177      |
| 1987 | 56              | 20              | 14              | –               | 76              | 8               | 4               | 178      |
| 1989 | 56              | 20              | 14              | –               | 76              | 8               | 4               | 178      |

Jelmagyarázat
- FF: Fokföld Tartomány
- NAT: Natal Tartomány
- O: Oranje Szabad Állam Tartomány
- DNYA: Délnyugat-Afrika
- TVL: Transvaal
- FKK: Fokvárosi kevert etnikumú képviselet
- FNK: Fokvárosi néger képviselet

- IV: Indirekt választással megszavazott
- Nom: Az államelnök által kinevezett

## Összetétele pártok szerint
| #       | Választás | Mandátumok | Pártok                     | Pártok                    | Pártok              | Pártok                     | Pártok               | Pártok               | Pártok      |
| ------- | --------- | ---------- | -------------------------- | ------------------------- | ------------------- | -------------------------- | -------------------- | -------------------- | ----------- |
|         |           |            | Dél-afrikai Párt           | Dél-afrikai Párt          | Dél-afrikai Párt    | Unionista Párt             | Munkáspárt           | Egyéb                | Függetlenek |
| 1.      | 1910      | 121        | 67                         | 67                        | 67                  | 39                         | 4                    | —                    | 11          |
|         |           |            | Nemzeti Párt               | Nemzeti Párt              | Dél-afrikai Párt    | Unionista Párt             | Munkáspárt           | Egyéb                | Függetlenek |
| 2.      | 1915      | 130        | 27                         | 27                        | 54                  | 39                         | 4                    | —                    | 6           |
| 3.      | 1920      | 134        | 44                         | 44                        | 41                  | 25                         | 21                   | —                    | 3           |
|         |           |            | Nemzeti Párt               | Nemzeti Párt              | Dél-afrikai Párt    | Dél-afrikai Párt           | Munkáspárt           | Egyéb                | Függetlenek |
| 4.      | 1921      | 134        | 45                         | 45                        | 79                  | 79                         | 9                    | —                    | 1           |
| 5.      | 1924      | 135        | 63                         | 63                        | 53                  | 53                         | 18                   | —                    | 1           |
| 6.      | 1929      | 148        | 78                         | 78                        | 61                  | 61                         | 8                    | —                    | 1           |
| 7.      | 1933      | 150        | 75                         | 75                        | 61                  | 61                         | 2                    | 2 - Roos Párt        | 10          |
|         |           |            | Megtisztított Nemzeti Párt | Egyesült Párt             | Egyesült Párt       | Domínium Párt              | Munkáspárt           | Egyéb                | Függetlenek |
| 8.      | 1938      | 150        | 27                         | 111                       | 111                 | 8                          | 3                    | 1 - Szocialista      | —           |
|         |           |            | Újraegyesült Nemzeti Párt  | Újraegyesült Nemzeti Párt | Egyesült Párt       | Domínium Párt              | Munkáspárt           | Egyéb                | Függetlenek |
| 9.      | 1943      | 150        | 43                         | 43                        | 89                  | 7                          | 9                    | —                    | 2           |
|         |           |            | Afrikáner Párt             | Újraegyesült Nemzeti Párt | Egyesült Párt       | Egyesült Párt              | Munkáspárt           | Egyéb                | Függetlenek |
| 10.     | 1948      | 150        | 9                          | 70                        | 65                  | 65                         | 6                    | —                    | —           |
|         |           |            | Nemzeti Párt               | Nemzeti Párt              | Egyesült Párt       | Egyesült Párt              | Munkáspárt           | Egyéb                | Függetlenek |
| 11.     | 1953      | 156        | 94                         | 94                        | 57                  | 57                         | 5                    | —                    | —           |
| 12.     | 1958      | 156        | 103                        | 103                       | 53                  | 53                         | —                    | —                    | —           |
|         |           |            | Nemzeti Párt               | Nemzeti Párt              | Egyesült Párt       | Progresszív Párt           | Egyéb                | Egyéb                | Függetlenek |
| 13.     | 1961      | 156        | 105                        | 105                       | 59                  | 1                          | 1 - Nemzeti Unió     | 1 - Nemzeti Unió     | —           |
| 14.     | 1966      | 166        | 126                        | 126                       | 39                  | 1                          | —                    | —                    | —           |
| 15.     | 1970      | 166        | 118                        | 118                       | 47                  | 1                          | —                    | —                    | —           |
| 16.     | 1974      | 171        | 123                        | 123                       | 41                  | 7                          | —                    | —                    | —           |
|         |           |            | Nemzeti Párt               | Nemzeti Párt              | Új Köztársaság Párt | Progresszív Föderális Párt | Egyéb                | Egyéb                | Függetlenek |
| 17.     | 1977      | 165        | 134                        | 134                       | 10                  | 17                         | 3 - Dél-afrikai Párt | 3 - Dél-afrikai Párt | 1           |
| 18./19. | 1981      | 165        | 131                        | 131                       | 8                   | 26                         | —                    | —                    | —           |
|         |           |            | Konzervatív Párt           | Nemzeti Párt              | Új Köztársaság Párt | Progresszív Föderális Párt | Egyéb                | Egyéb                | Függetlenek |
| 20.     | 1987      | 166        | 22                         | 123                       | 1                   | 19                         | —                    | —                    | 1           |
|         |           |            | Konzervatív Párt           | Nemzeti Párt              | Demokratikus Párt   | Demokratikus Párt          | Egyéb                | Egyéb                | Függetlenek |
| 21.     | 1989      | 166        | 39                         | 94                        | 33                  | 33                         | —                    | —                    | —           |

## Fordítás
Ez a szócikk részben vagy egészben  a   House of Assembly (South Africa) című angol Wikipédia-szócikk fordításán alapul.  Az eredeti cikk szerkesztőit annak laptörténete sorolja fel. Ez a jelzés csupán a megfogalmazás eredetét és a szerzői jogokat jelzi, nem szolgál a cikkben szereplő információk forrásmegjelöléseként.